# Eric Harnden
Eric Harnden (conocido como E. J. Harnden; Sault Ste. Marie, 14 de abril de 1983) es un deportista canadiense que compite en curling. Su hermano Ryan compite en el mismo deporte.
Participó en los Juegos Olímpicos de Sochi 2014, obteniendo una medalla de oro en la prueba masculina.
Ganó cuatro medallas de plata en el Campeonato Mundial de Curling entre los años 2013 y 2024, y dos medallas de oro en el Campeonato Pan Continental de Curling Masculino, en los años 2022 y 2023.

## Palmarés internacional
| Juegos Olímpicos           | Juegos Olímpicos     | Juegos Olímpicos | Juegos Olímpicos |
| Año                        | Lugar                | Medalla          | Prueba           |
| -------------------------- | -------------------- | ---------------- | ---------------- |
| 2014                       | Sochi (Rusia)        | Medalla de oro   | Equipo           |
| Campeonato Mundial         |                      |                  |                  |
| Año                        | Lugar                | Medalla          | Prueba           |
| 2013                       | Victoria (Canadá)    | Medalla de plata | Equipo           |
| 2022                       | Las Vegas (Canadá)   | Medalla de plata | Equipo           |
| 2023                       | Ottawa (Canadá)      | Medalla de plata | Equipo           |
| 2024                       | Schaffhausen (Suiza) | Medalla de plata | Equipo           |
| Campeonato Pan Continental |                      |                  |                  |
| Año                        | Lugar                | Medalla          | Prueba           |
| 2022                       | Calgary (Canadá)     | Medalla de oro   | Equipo           |
| 2023                       | Kelowna (Canadá)     | Medalla de oro   | Equipo           |